# Nicodemo Scarfo
Nicodemo Domenico Scarfo, soprannominato Little Nicky (Nicolino o proprio Piccolo Nicky) (Brooklyn, 8 marzo 1929 – Contea di Granville, 13 gennaio 2017), è stato un mafioso statunitense italoamericano membro di Cosa Nostra americana, capo della famiglia Scarfo (famiglia criminale di Filadelfia), il quale controllava il crimine organizzato a Filadelfia e parzialmente ad Atlantic City. Viene considerato il mafioso più arrogante, nepotista e avido di tutta la storia di Cosa Nostra americana.

## Biografia
Il padre di Scarfo (originario di Cassano delle Murge) era un membro della Famiglia Genovese di New York, e più tardi il figlio di Scarfo, Nicky Junior, diventa un membro della Famiglia Lucchese; è probabilmente l'unica famiglia ad avere tre membri in tre diverse famiglie di Cosa Nostra. Si dice anche che la figura del figlio di Nicodemo sia stata ripresa ed interpretata dall'attore Michael Imperioli nella serie televisiva I Soprano con il nome di Christopher Moltisanti.